# 11596 Francetic
11596 Francetic este un asteroid din centura principală de asteroizi.

## Descriere
11596 Francetic este un asteroid din centura principală de asteroizi. A fost descoperit pe 26 mai 1995 la Catalina Station de Timothy B. Spahr. Asteroidul prezintă o orbită caracterizată de o semiaxă mare de 2,37 ua, o excentricitate de 0,23 și o înclinație de 19,8° în raport cu ecliptica.